# Municipio de Marion (condado de Hocking)
El municipio de Marion (en inglés: Marion Township) es un municipio ubicado en el condado de Hocking, Ohio, Estados Unidos. Es uno de los doce municipios con la misma denominación en el Estado. Según el censo de 2020, tiene una población de 2493 habitantes.

## Geografía
El municipio de Marion está ubicado en las coordenadas 39°37′14″N 82°26′12″O / 39.62056, -82.43667. Según la Oficina del Censo de los Estados Unidos, el municipio tiene una superficie total de 96.74 km², de la cual 95,87 km² corresponden a tierra firme y (0,89 %) 0,86 km² es agua.

## Demografía
Según el censo de 2010, había 2463 personas residiendo en el municipio de Marion. La densidad de población era de 25,46 hab./km². De los 2463 habitantes, el municipio de Marion estaba compuesto por el 97,93 % blancos, el 0,45 % eran afroamericanos, el 0,32 % eran amerindios, el 0,2 % eran asiáticos, el 0,04 % eran de otras razas y el 1,06 % eran de una mezcla de razas. Del total de la población el 0,61 % eran hispanos o latinos de cualquier raza.